# Фёдоров, Василий Павлович
Василий Павлович Фёдоров (25 августа 1883, Пермь, Российская Империя — 15 февраля 1942, Унжлаг, Горьковская область, РСФСР, СССР) — русский поэт-парнасец, переводчик. Арестован за «антисоветскую агитацию». Умер в лагере.

## Биография
Василий Фёдоров родился в 1883 году в Перми. Определением Правительствующего Сената от 7 октября 1893 года признан в потомственном дворянском достоинстве с правом внесения в дворянскую родословную книгу. В 1909 году окончил Казанский университет, затем несколько лет работал педагогом, имел право преподавать физику в гимназиях и институтах. В 1919 году работал на кафедре радиоактивных элементов Московской горной академии, в 1920-е годы — заведующим кафедрой физики Энергоинститута на Днепрострое. Позднее перевёлся в Ташкент, занимал должность профессора Средне-Азиатского индустриального института. В 1938—1939 годах был командирован в Баку. Затем вернулся в Москву и работал руководителем Группы естественно-научных учреждений Главнауки СССР.

### Литературная деятельность
Своим призванием Фёдоров считал литературу. В 1919 году на вопрос анкеты Московского союза советских журналистов «Какова ваша профессия по специальности?» Фёдоров ответил: «1) поэт; 2) переводчик».
Как поэт начал печататься в год окончания университета, в литературно-художественном сборнике «Творчество». В 1917—1918 гг. подготовил первый авторский сборник «Стихотворения», оставшийся неизданным. В стихах Фёдорова — тревога и смятение от созерцания революционных событий в России:

И слепа, и тупа 

Двери качает, 

Двери срывает 

Толпа<..> 

Стеклянные дверцы у книжного шкафа разбиты, — 

И книги, как листья осенней ракиты, 

шуршат, — 

И раскрыты 

Лежат 

Под ногами 

Чуждо — далёки 

Любимых поэтов любимые строки. 

Толпа сапогами 

Страницы бессмысленно рвёт. 

Алое буйство растёт. 

(Из стихотворения «Буйные дни»)

В начале 1920-х годов некоторые стихи Фёдорова попадают в коллективные сборники и альманахи, но издать книгу ему так и не удалось. Тогда Фёдоров запустил в обращение сборники рукописные, которые пользовались популярностью у московской читающей публики, однако почти все они позднее были утрачены.
Фёдоров знал шесть иностранных языков, в 1910-е годы заинтересовался европейской поэзией. Любимым поэтом Фёдорова был Эмиль Верхарн, над переводами из которого он работал с 1910 по 1918 годы. Переводы публиковались в журналах «Рабочий мир», «Сирена», «Творчество», а в 1922 году в Госиздате вышли сборники «Черные факелы» и «Стихи в переводах Вас. Фёдорова». В 1923 году Фёдоров выпустил сборник переводов из Эдгара По.

### Всероссийский союз поэтов и Орден Дерзо-Поэтов

Свидетельство Совета Ордена Дерзо-Поэтов о том, что В. П. Федоров состоит членом Ордена (Первоизбранным Логиарием Верховного Гностиата)

Всероссийский союз поэтов (1918—1929) был создан сразу после Октябрьской революции. Сразу после создания союза Фёдоров принял живейшее участие в его деятельности, примкнув к так называемым «парнасцам» и «неоклассикам». Однако главные посты в союзе сразу получили имажинисты: Сергей Есенин, Вадим Шершеневич, Анатолий Мариенгоф. Фёдоров развернул борьбу против доминирования имажинистов в Президиуме, однако в 1919 году Есенину и Шершеневичу удалось сохранить свои места, а вместо Мариенгофа был избран другой имажинист — Александр Кусиков.
Вскоре Фёдорову удалось привлечь на свою сторону многих литераторов. Важным шагом в решении этой задачи стало его присоединение к так называемому Ордену Дерзо-Поэтов, в котором Фёдоров даже получил одну из руководящих должностей. Основателем Ордена был поэт Фёдор Кашинцев. В апреле 1919 года в Народный комиссариат просвещения РСФСР поступил пакет документов, включающих устав Ордена и препроводительную записку. Учредители ордена хотели войти в непосредственное подчинение Наркомпросу, но в этом им было отказано ввиду отсутствия «основания считать орден вполне определившимся начинанием». В сентябре 1920 года Глава Ордена Фёдор Кашинцев посвятил Василия Фёдорова, «гениального творца „Инферно“ и множества других высоких произведений» в Верховные Гностиаты Ордена:
| Возлагая на него диадему Первоизбранного и вверяя ему водительство Верховным Гностиатом и возведя к служению в Первоверховном Совете, я творческое достижение его в служении славе и утверждению Дерзо-Державы Ордена вручаю высшему озарению и водительству Гения Великой Идеи. |

Однако своим решением Наркомпрос оказывал «моральную поддержку» дерзо-поэтам, и в 1921 году, собрав воедино манифест и устав ордена, дерзо-поэты издали брошюру «Орден Дерзо-Поэтов».
В 1920 году с поста Председателя Президиума ВСП был смещён Шершеневич, а в следующем году уже сам Фёдоров оказался в Президиуме и даже некоторое время исполнял обязанности Председателя. Кроме работы в ВСП Фёдоров был видным деятелем «Литературного особняка» — общества поэтов-неоклассиков, в котором принимал участие с момента его основания и неоднократно избирался в Правление.
В декабре 1928 года Фёдоров стал Председателем Правления «Литературного особняка», а последний год существования Всероссийского союза поэтов встретил в качестве Председателя его ревизионной комиссии. В 1930-х годах Фёдоров отошёл от литературной деятельности, подолгу находясь в служебных командировках. В последний год перед арестом подрабатывал литературным консультантом в Госиздате. Жил бедно, в Москве занимал комнату в коммунальной квартире, площадью 5,6 кв. м.

### Арест, ссылка и гибель
Однажды в январе 1940 года Фёдоров зашёл в пивбар, где разговорился с каким-то случайным собеседником о поэзии. Фёдоров хвалил Есенина, собеседник — Маяковского. В качестве решающего аргумента визави Фёдорова сослался на известное высказывание Сталина: «Маяковский был и остаётся лучшим, талантливейшим поэтом…», на что Фёдоров задал вопрос, много ли Сталин понимает в поэзии. Этот случай стал причиной «проработки» Фёдорова НКВД.:XII
1 февраля 1941 г. он был арестован. Следствие делало упор на дворянское происхождение Фёдорова, владение иностранными языками и высказывания, порочащие советский строй. Решением Московского городского суда от 16 апреля 1941 года Фёдоров был признан виновным по ст. 58, п. 10, ч. 1 УК РСФСР («антисоветская агитация и пропаганда») и приговорён к лишению свободы сроком на 6 лет. 15 февраля 1942 года он скончался в Унжлаге.

## Судьба литературного наследия

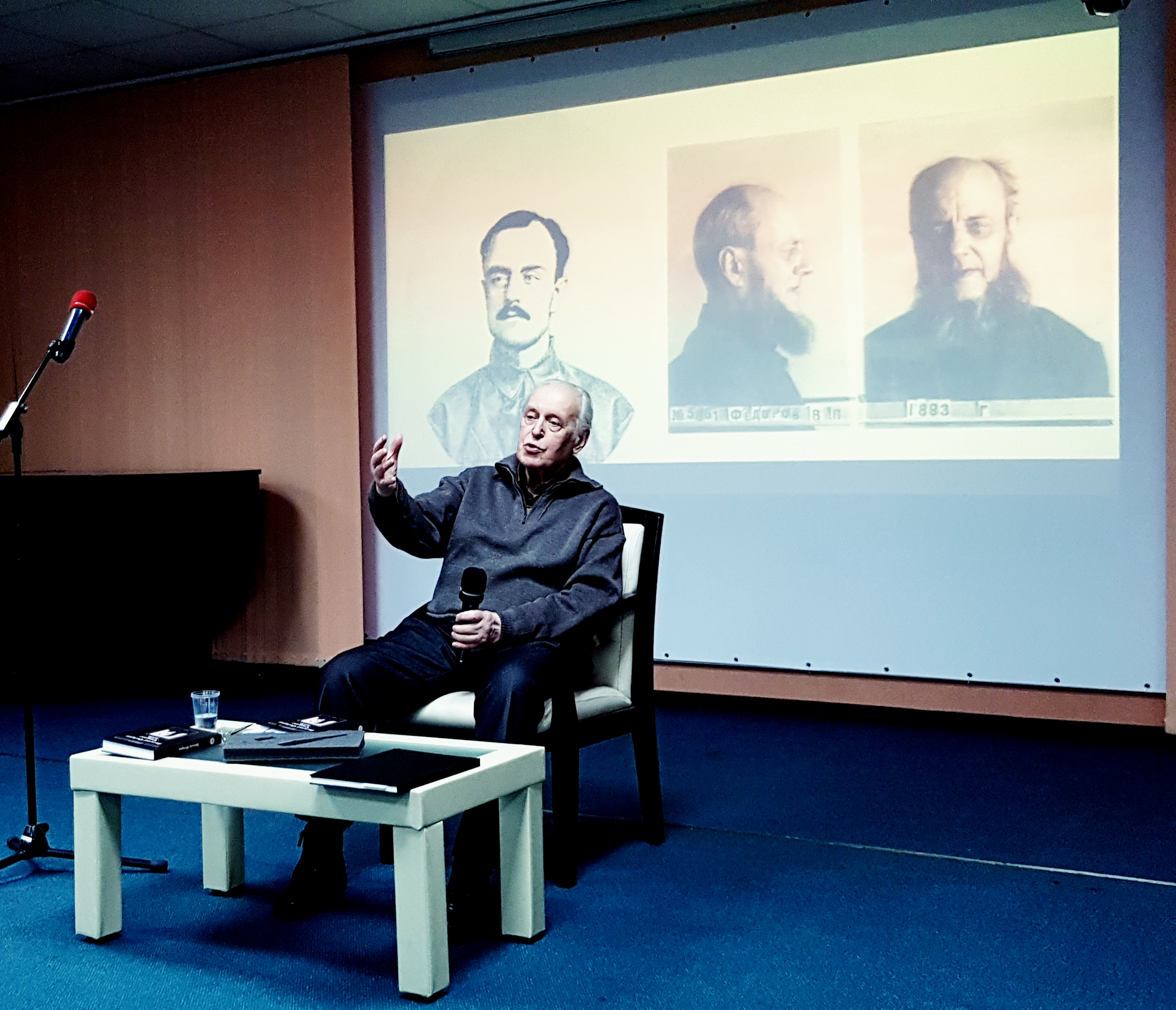
Владимир Дроздков на презентации сборника Василия Фёдорова «Усталое небо» в Библиотеке им. Н. А. Некрасова, 2017

Архив Фёдорова (9 свёртков рукописей) был уничтожен во время следствия как «не представляющий ценности и необходимости в приобщении к делу». В книге «Усталое небо» (2017) представлено всё выявленное литературное наследие Фёдорова: четыре неизданных сборника стихотворений, отдельные стихотворения разных лет, переводы и рассказ.
Имя Фёдорова надолго оказалось вычеркнуто из истории русской литературы, он не был упомянут даже в самых представительных антологиях русской поэзии XX века. Переводы из По и Верхарна периодически включаются в различные издания, но и там единственным комментарием обычно является: «не путать автора с поэтом В. Фёдоровым (1918—1984)». Орден Дерзо-Поэтов также подвергнут забвению, его манифесты не включены ни в один тематический сборник.

## Интересные факты
В своё время Василий Фёдоров был широко известен в писательской среде. Ирина Одоевцева называла его «заправилой московских поэтов», а Илья Сельвинский написал на него эпиграмму: «Кто не знает стихов Федорова Василия? -/ Столь же оригинальны, как и его фамилия».